# Phymatodes tysoni
Phymatodes tysoni là một loài bọ cánh cứng trong họ Cerambycidae.